# Bernard de Bonneval
Bernard de Bonneval,  originaire du Limousin et mort le  21 novembre 1403 ,  est un prélat français, évêque en Italie et  évêque de Nîmes  et de Limoges  au XIVe siècle et du début du XVe siècle. Il est le quatrième fils de Jean II de Bonneval et de Aude de Tranchelion.

## Biographie
Bernard de Bonneval est  d'abord chanoine de Bologne et trésorier général de l'Église en Italie. Il est  successivement évêque de Rimini, puis de Spolète, Bologne. Sa tyrannie le fait chasser de Bologne et il devient évêque de Nimes et de Limoges.